# 5-Seenweg Zermatt

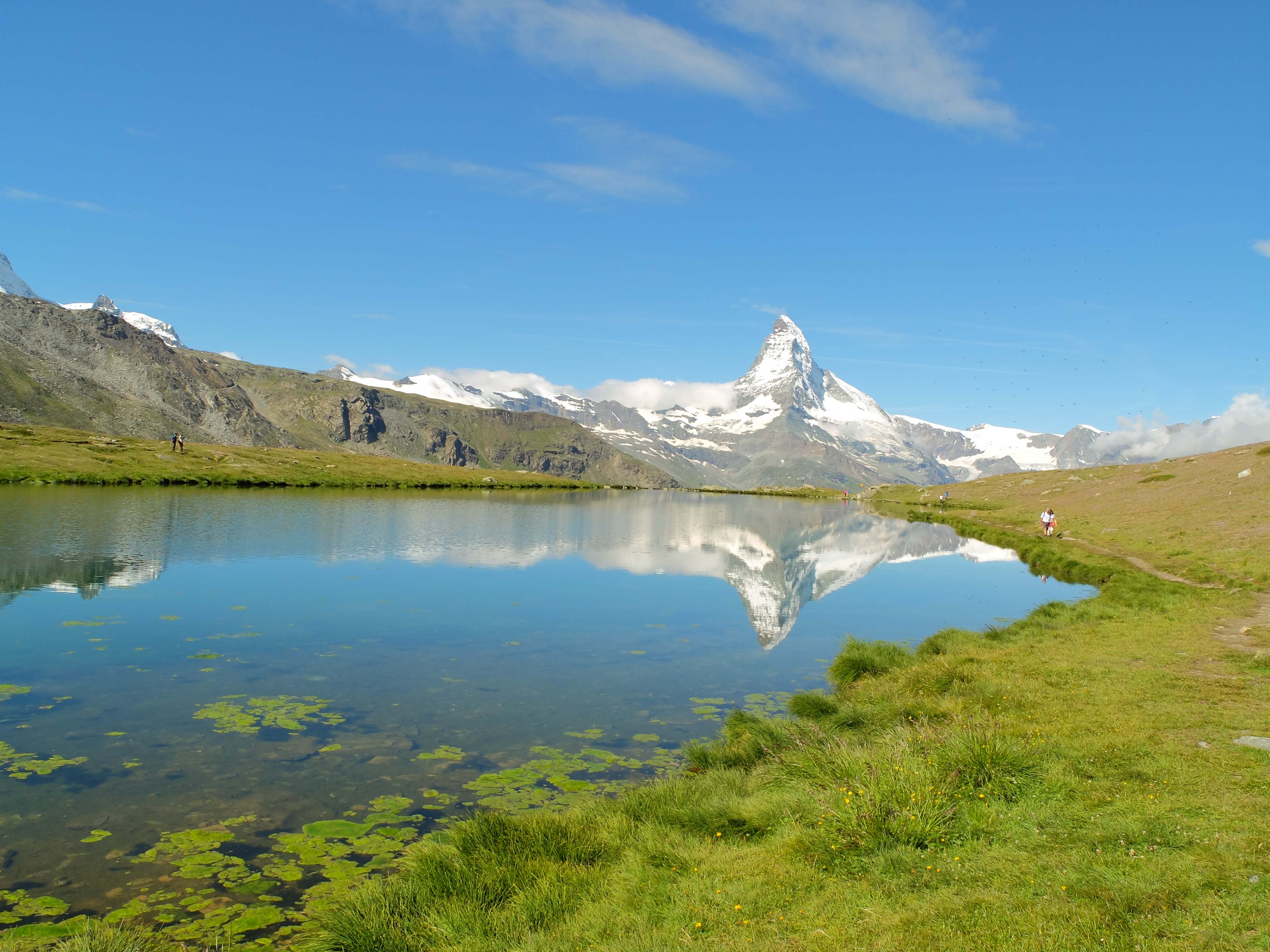
Stellisee > Matterhorn.

Als 5-Seenweg Zermatt wird die Schweizer Wanderroute 186 (eine von 269 lokalen Routen) in den Walliser Alpen bezeichnet.
Der Wanderweg startet an der Bergstation Blauherd (2578 m ü. M., mit Luftseilbahn erreichbar) oberhalb von Zermatt im Schweizer Kanton Wallis und führt über die Findelalp abwärts an fünf Seen vorbei und dann wieder hinauf zur Talstation der Seilbahn Sunnegga (2288 m ü. M.), die auch Bergstation der Standseilbahn von Zermatt ist.
Das ergibt eine Strecke von neun Kilometern, wobei man 540 Höhenmeter ab- und 260 aufzusteigen hat. Es wird eine Gehzeit von zwei Stunden und 35 Minuten angegeben. Dabei kommt man an folgenden Seen vorbei:
- Stellisee 2538 m ü. M.
- Grindjesee 2334 m ü. M.
- Grüensee 2300 m ü. M.
- Mossjesee 2139 m ü. M.
- Leisee 2232 m ü. M.

## Variationen
Vom Stellisee ist ein Abstecher zum Berghaus Fluhalp (Gaststätte 2317 m ü. M.) möglich.
Nach Passage des Grüensees erreicht man bei Ze Seewjinen das Bärghüs Grünsee, von wo man auf markiertem Wanderweg zur Station Riffelalp (2211 m ü. M.) der Gornergratbahn gelangt, um mit dieser nach Zermatt zu fahren.
Von der tiefsten Stelle bei Biel gibt es einen markierten Wanderweg nach Zermatt (Abstieg 440 Höhenmeter).

## Nachweise
1. ↑  Alle lokalen Routen bei SchweizMobil.
2. ↑  Lage & Höhen gemäß «geo.admin.ch».